# Diego Cavalieri
Pour les articles homonymes, voir Cavalieri.
Diego Cavalieri (né le 1er décembre à São Paulo, État de São Paulo, Brésil) est un footballeur brésilien. Il évolue au poste de gardien de but au Botafogo FR.

## Biographie
Diego Cavalieri commence sa carrière au sein du club brésilien de Palmeiras, en Série A.
Il dispute son premier match officiel avec Palmeiras en 2002. Au total, il joue 65 matchs en 1re division brésilienne avec Palmeiras.
En juillet 2008, il signe pour 4 ans en faveur du Liverpool FC. Il officie alors comme la doublure de Pepe Reina.
Diego Cavalieri joue son premier match en Ligue des Champions le 9 décembre 2008, lors d'une rencontre face au PSV Eindhoven.
Le 18 août 2010, il résilie son contrat avec le club anglais et signe pour deux ans avec le club italien de Cesena. Le 29 décembre 2010, il résilie de nouveau son contrat avec le club italien pour rejoindre Fluminense Football Club.
Élu meilleur gardien de Série A, Diego Cavalieri est convoqué à plusieurs reprises par le sélectionneur brésilien Mano Menezes. Il est titularisé pour la première fois contre l'Argentine au stade de la Bombonera fin 2012. Il est à nouveau titularisé contre le Chili, cette fois le nouveau sélectionneur Luiz Felipe Scolari en avril 2013. Il est convoqué dans le groupe qui participera à la Coupe des Confédérations au Brésil pour l'été 2013.

## Palmarès
- Vainqueur du championnat de 2e division brésilienne : 2003,  Palmeiras
- Vainqueur du Championnat de São Paulo : 2008,  Palmeiras
- Vainqueur du Championnat de Rio de Janeiro : 2012,  Fluminense Football Club
- Vainqueur du Championnat du Brésil : 2012,  Fluminense Football Club

Distinctions individuelles
- Ballon d'argent brésilien en 2012